# Copa Miami
La Copa Miami fue un torneo amistoso de fútbol de carácter internacional, disputado, tal como lo indica el nombre de la competencia, en la ciudad de Miami, perteneciente al condado de Miami-Dade, Estados Unidos de América.
Se disputó entre los años 1986 y 1999, salvo las temporadas 1992-1993, 1995-1996 y 1998. En 1994 se disputó una copa adicional denominada Joe Robbie.
Entre los años 1987 y 1990, el torneo contó con el auspicio de la compañía de tabaco Marlboro además de disputarse 3 torneos extra anuales en diferentes ciudades de Estados Unidos. El primer torneo fue dedicado exclusivamente a la participación de seleccionados, resultando ganador Uruguay, esta modalidad se repetiría en 1990 y dos veces en 1994.
A nivel de clubes, los ganadores fueron Millonarios, Atlético Nacional, Santa Fe de Colombia; Atlético Mineiro de Brasil; Sporting Cristal de Perú y Universidad Católica de Chile.

## Palmarés

### Copa Airlines
| Año         | Campeón                | Subcampeón       |
| ----------- | ---------------------- | ---------------- |
| 1986        | Uruguay                | Deportivo Cali   |
| 1987        | Millonarios            | Estados Unidos   |
| 1988        | Atlético Nacional      | Estados Unidos   |
| 1989        | Independiente Santa Fe | Estados Unidos   |
| 1990        | Uruguay                | Costa Rica       |
| 1991        | Suiza                  | Bayern de Múnich |
| 1992 - 1993 | No disputada           | No disputada     |
| 1994        | Suecia                 | Colombia         |
| 1994        | Colombia               | El Salvador      |
| 1995 - 1996 | No disputada           | No disputada     |
| 1997        | Universidad Católica   | Olimpia          |
| 1998        | No disputada           | No disputada     |
| 1999        | Atlético Mineiro       | Glasgow Rangers  |

### Copa Marlboro
| Año  | Sede        | Campeón                | Subcampeón             |
| ---- | ----------- | ---------------------- | ---------------------- |
| 1988 | San Antonio | Leones Negros de la UG | Pumas de la UNAM       |
| 1988 | Los Ángeles | Guatemala Olímpica     | Tecos de la UAG        |
| 1988 | Nueva York  | Sporting Cristal       | Barcelona de Guayaquil |
| 1989 | Nueva York  | Estados Unidos         | Perú                   |
| 1989 | Chicago     | Estados Unidos         | Chivas de Guadalajara  |
| 1989 | Los Ángeles | Querétaro FC           | Juventus               |
| 1990 | Los Ángeles | Colombia               | Chivas de Guadalajara  |
| 1990 | Chicago     | Atlas de Guadalajara   | Colombia               |
| 1990 | Nueva York  | CR Flamengo            | Alianza Lima           |